# 복부호 동순
복부호 동순(複符號 同順) 또는 복호 동순은 식 중에서 복호를 2개 이상 사용할 때, 복호를 위로부터 같은 순서로 사용하는 것을 의미한다. 플러스마이너스 문서에서 보면 알 수 있듯이, ±는 ∓가 같이 사용될 때 복호동순이라는 표시가 되어 있으며, 이때 ±가 +일 때 ∓가 -, ±가 -일 때 ∓가 +이다.
복부호 동순에서 취급하는 부호는 +(플러스)와 -(마이너스) 두 개이며, 복부호 동순은 순서가 다른 두 개의 기호가 존재한다.

## 복부호 동순 읽는 방법
1. 부호가 하나인 부분은 공통이다.
2. 그대로 읽다가 부호가 두 개가 나올 시 위쪽 부호 쪽으로만 읽는다.
3. 그것이 첫 번째 식이 되는 것이고,
4. 또, 공통 부분을 읽다가 부호가 두 개가 나오면 아래쪽 부호를 읽는다.
5. 그것이 두 번째 식이 되고, 복부호 동순으로 읽게 된 것이다.